# Lotus Elan

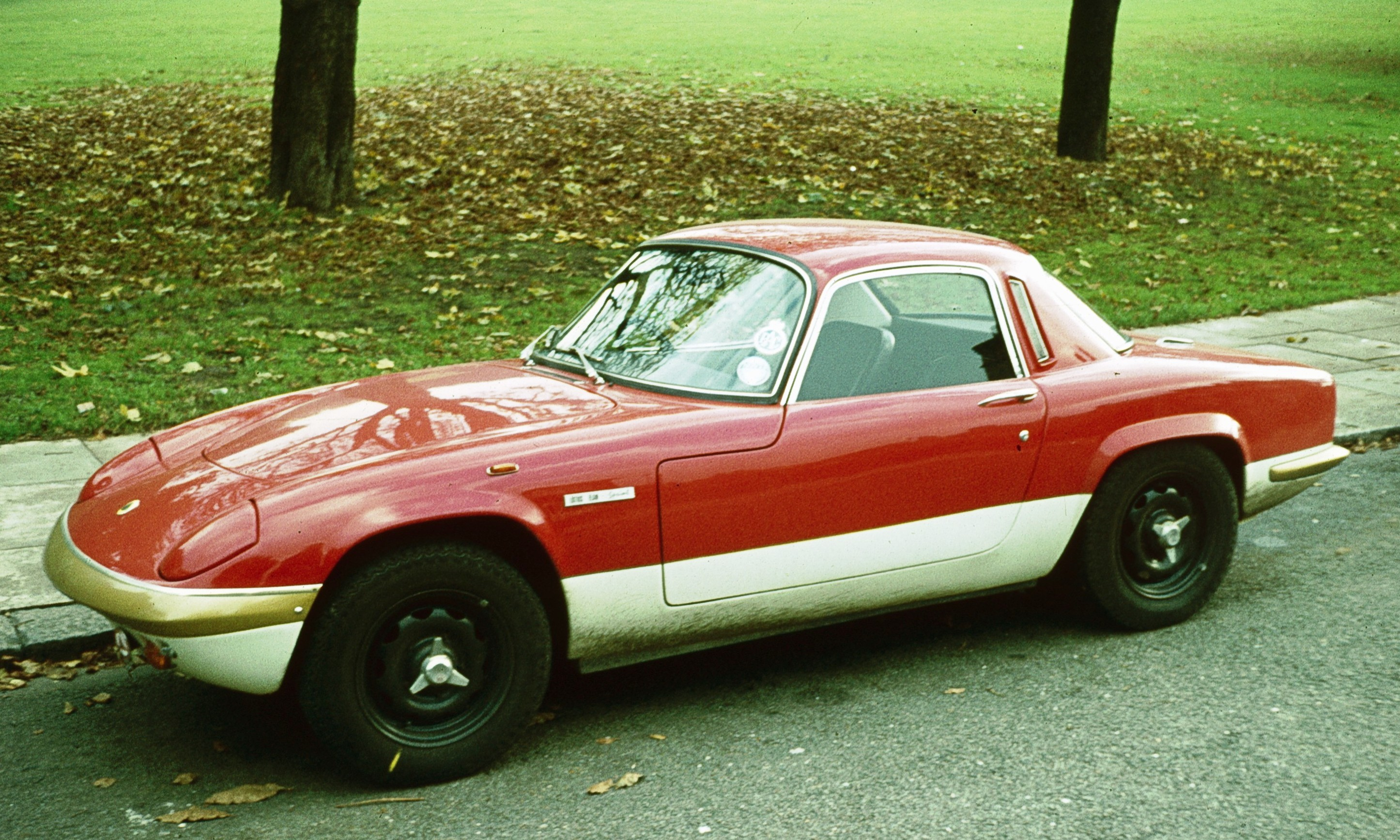
Typ 36

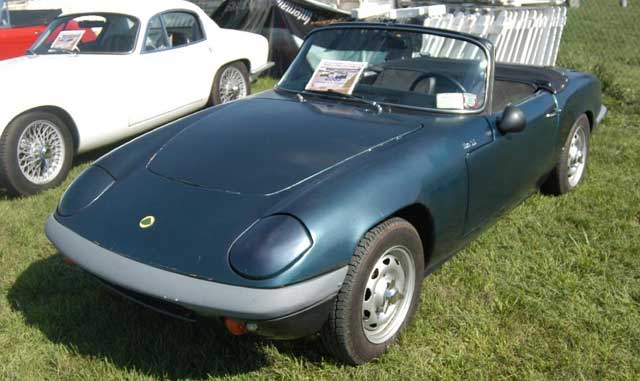
Typ 26

Lotus Elan war die Verkaufsbezeichnung zweier verschiedener Sportwagen des Herstellers Lotus Cars. Der erste Elan mit Frontmotor und Hinterradantrieb wurde von 1962 bis 1975 gebaut und war als Cabriolet und Coupé erhältlich. Der zweite Elan mit Quermotor und Frontantrieb wurde von 1989 bis 1995 nur als Cabriolet angeboten.

## Elan Typ 26, 36, 45, 50 (1962–1975)

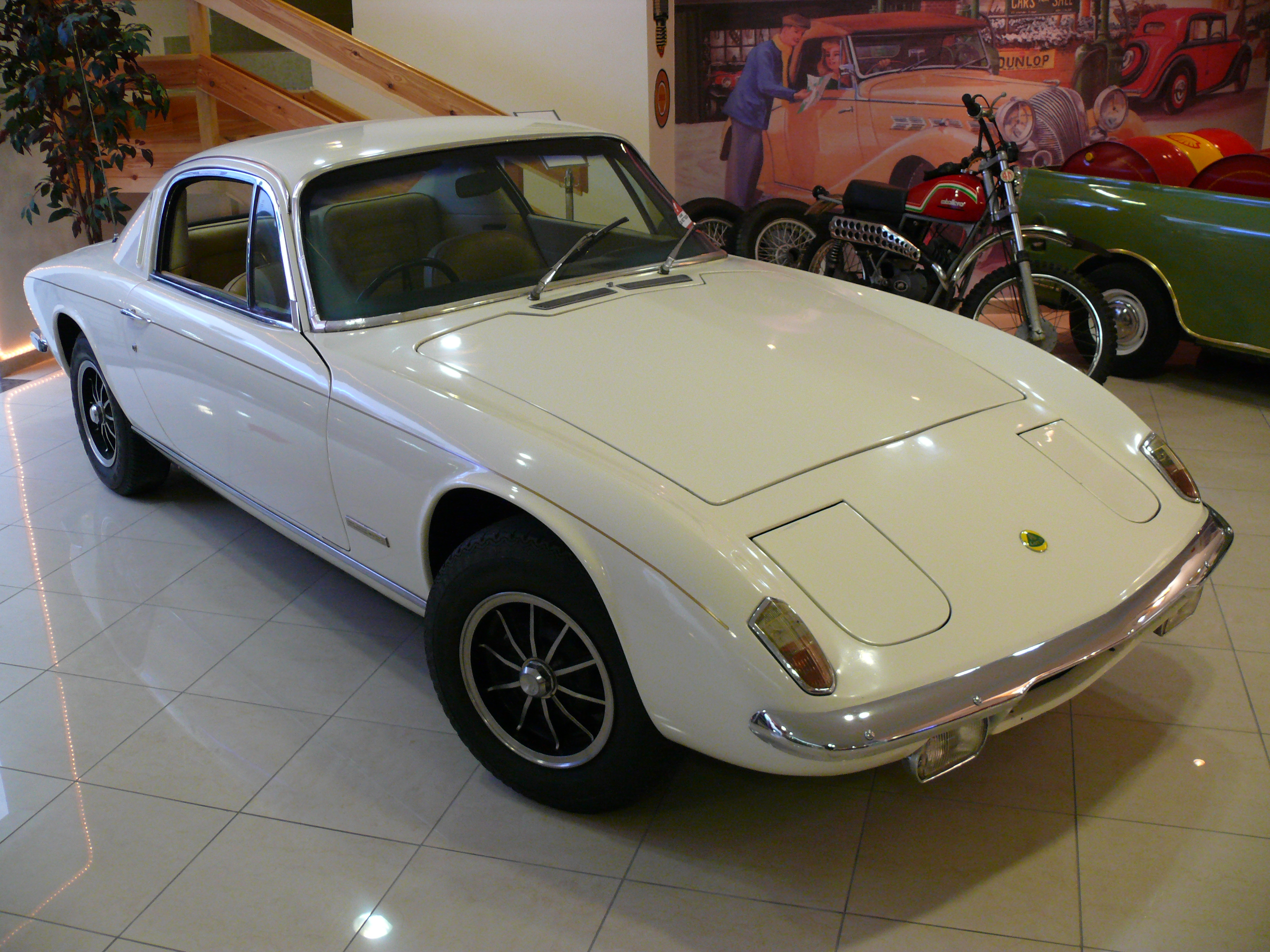
Typ 50

### Entwicklung
Der Elan wurde 1962 als Roadster (Typ 26) eingeführt, ab 1963 gab es eine Hardtop-Option und ab 1965 ein Coupé (Typ 36). Der zweisitzige Elan ersetzte den eleganten aber nicht haltbaren und teuer zu produzierenden Lotus Elite. 1966 wurde die Roadster-Version durch ein Cabrio („Drop Head Coupe“, Typ 45) ersetzt, ab 1967 wurde mit dem Elan +2 (Typ 50) eine Version mit verlängertem Radstand und zwei Sitzen im Heck angeboten. Der Elan war der erste Lotus-Seriensportwagen mit Stahlrahmen und Karosserie aus glasfaserverstärktem Kunststoff. Das Fahrzeug hat 680 kg Leergewicht. Frühe Versionen des Elan waren auch als Bausatz erhältlich, um die Steuer auf fertige Fahrzeuge zu sparen. Der Elan war technisch fortgeschritten: Motor mit zwei obenliegenden Nockenwellen, Fahrwerk mit vier Scheibenbremsen und Einzelradaufhängung. Der Lotus-Ford-Twin-Cam-Motor basierte auf Fords Kentmotor, mit einem von Lotus konstruierten Aluminium-Zylinderkopf mit zwei obenliegenden Nockenwellen. Dieser Lotus-Ford-Vierzylindermotor wurde in einer Reihe weiterer Lotus-Sport- und -Rennwagen verwendet. Anfangs wurde der Elan mit einem Motor mit 1499 cm³ und 101 PS ausgeliefert, der Hubraum wurde aber bald auf 1558 cm³ vergrößert. Da Lotus für den Rennsport den kleineren Motor dringend benötigte, um in der 1,5-l-Klasse starten zu können, erhielten die Besitzer von Elan mit diesem Hubraum kostenlos den neuen größeren Motor, Lotus behielt dann den kleineren. Elan mit dem kleineren Motor sind heute sehr selten.

### Technische Innovation
Statt einer anfälligen selbsttragenden Kunststoffkarosserie, wie den Elite, hat der Elan einen separaten Fahrzeugrahmen aus Stahl mit einer aufgesetzten Karosserie aus glasfaserverstärktem Kunststoff (GFK). Der x-förmige Zentralrohrrahmen wiegt 34 kg/75 lb und trägt zwischen seinen vorderen Enden Motor und Getriebe, während Achsantrieb von Ford mit Gehäuse von Lotus und Hinterradaufhängung am hinteren Ende sitzen. Die Sitze sind in der GFK-Schale tief zu beiden Seiten des Zentralrohrs angebracht. Die hinteren Federbeine sind an hohen dünnen Auslegern des Rahmens befestigt. Die Gummigelenke der Antriebswellen konnten in Verbindung mit der weichen Federung ein Aufschaukeln des Autos bewirken, wenn unregelmäßig Gas gegeben wurde.

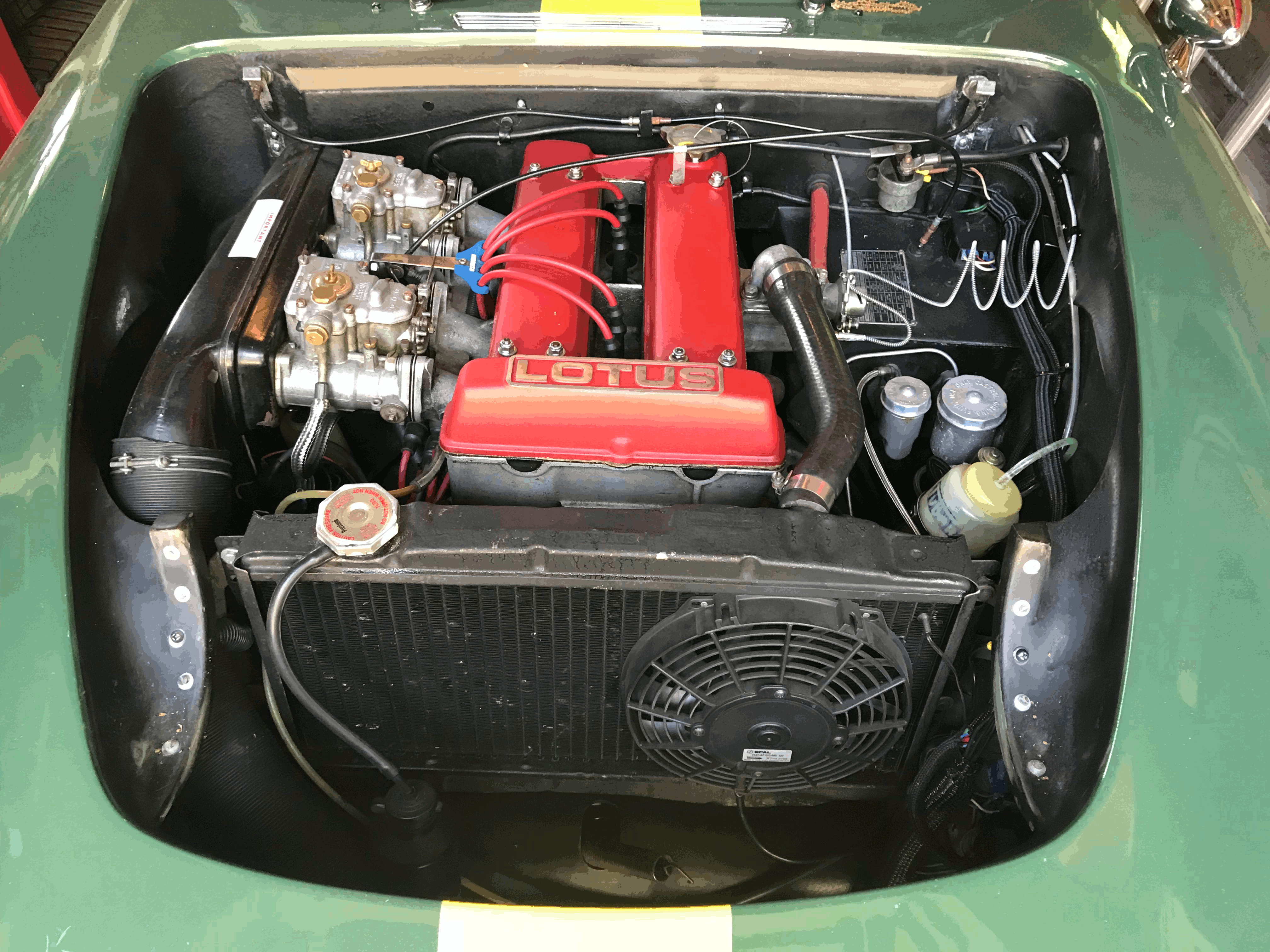
Motor
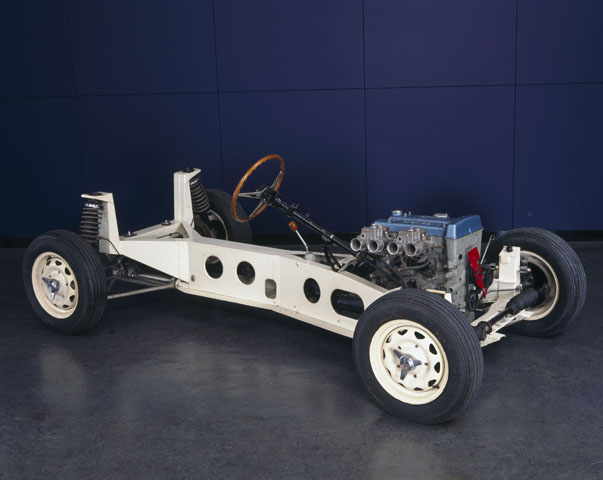
Rahmen aus dünnem Stahlblech
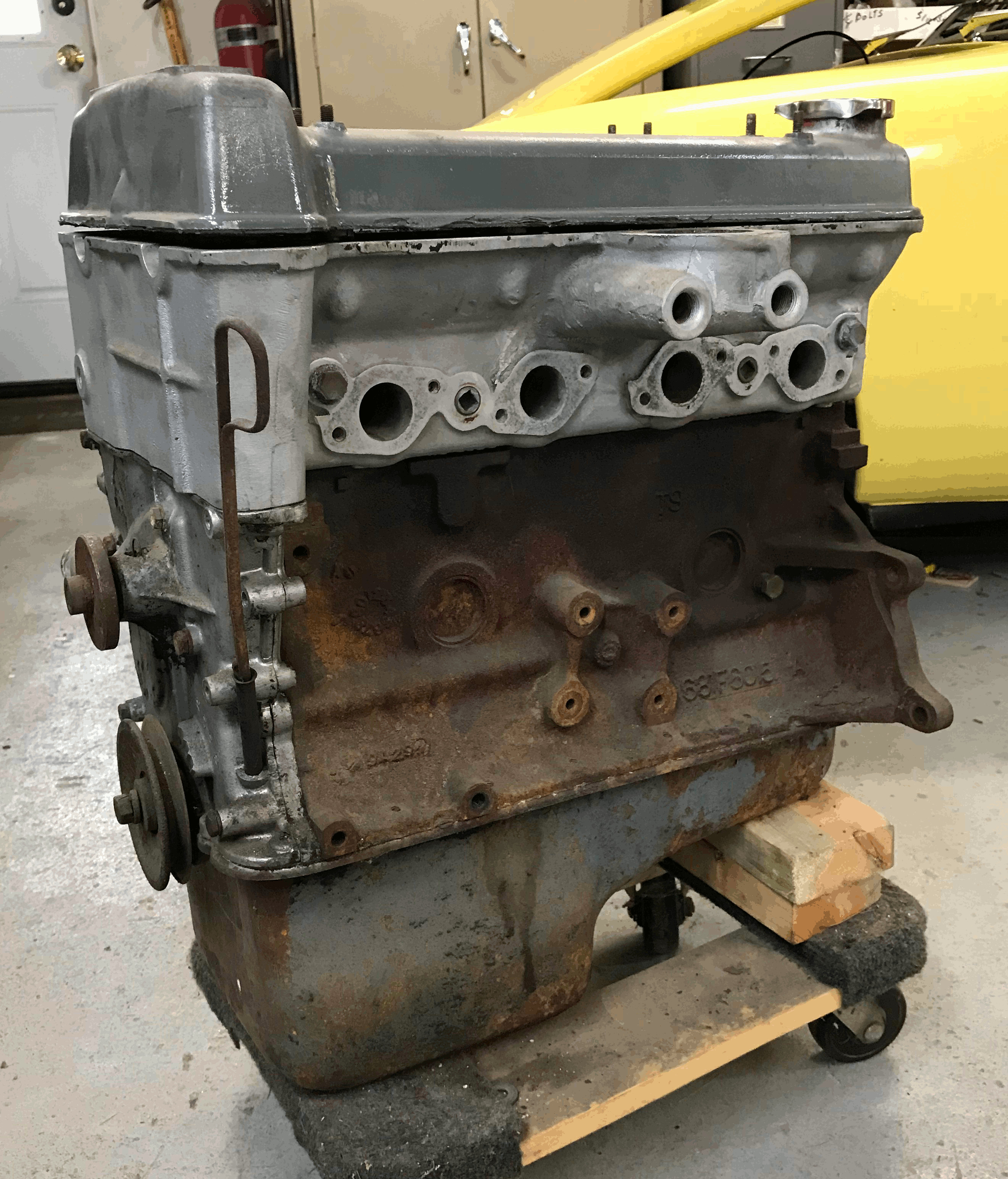
Ford-Motorblock mit Lotus-Zylinderkopf
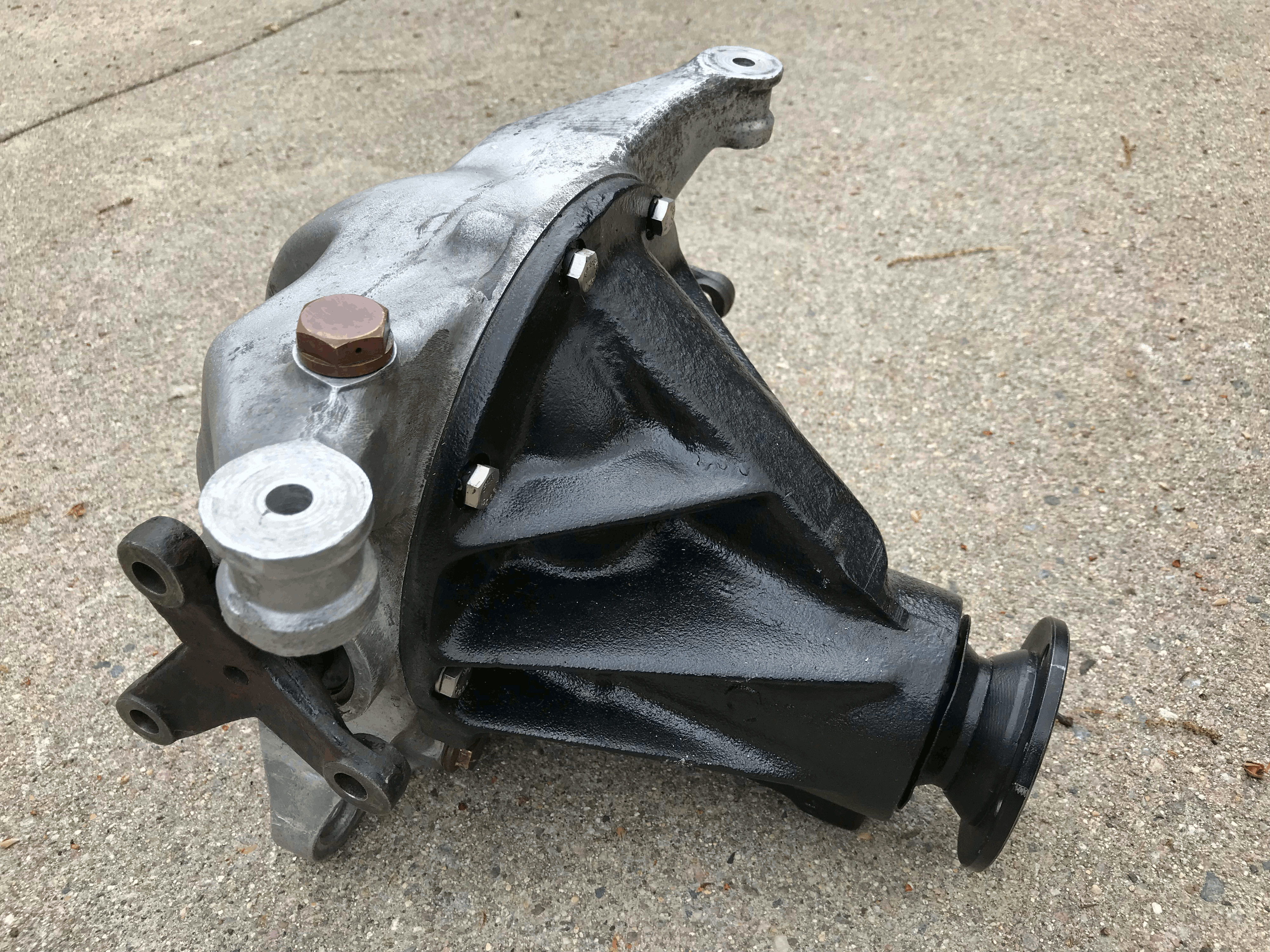
Achsgetriebe aus einer Ford-Banjoachse
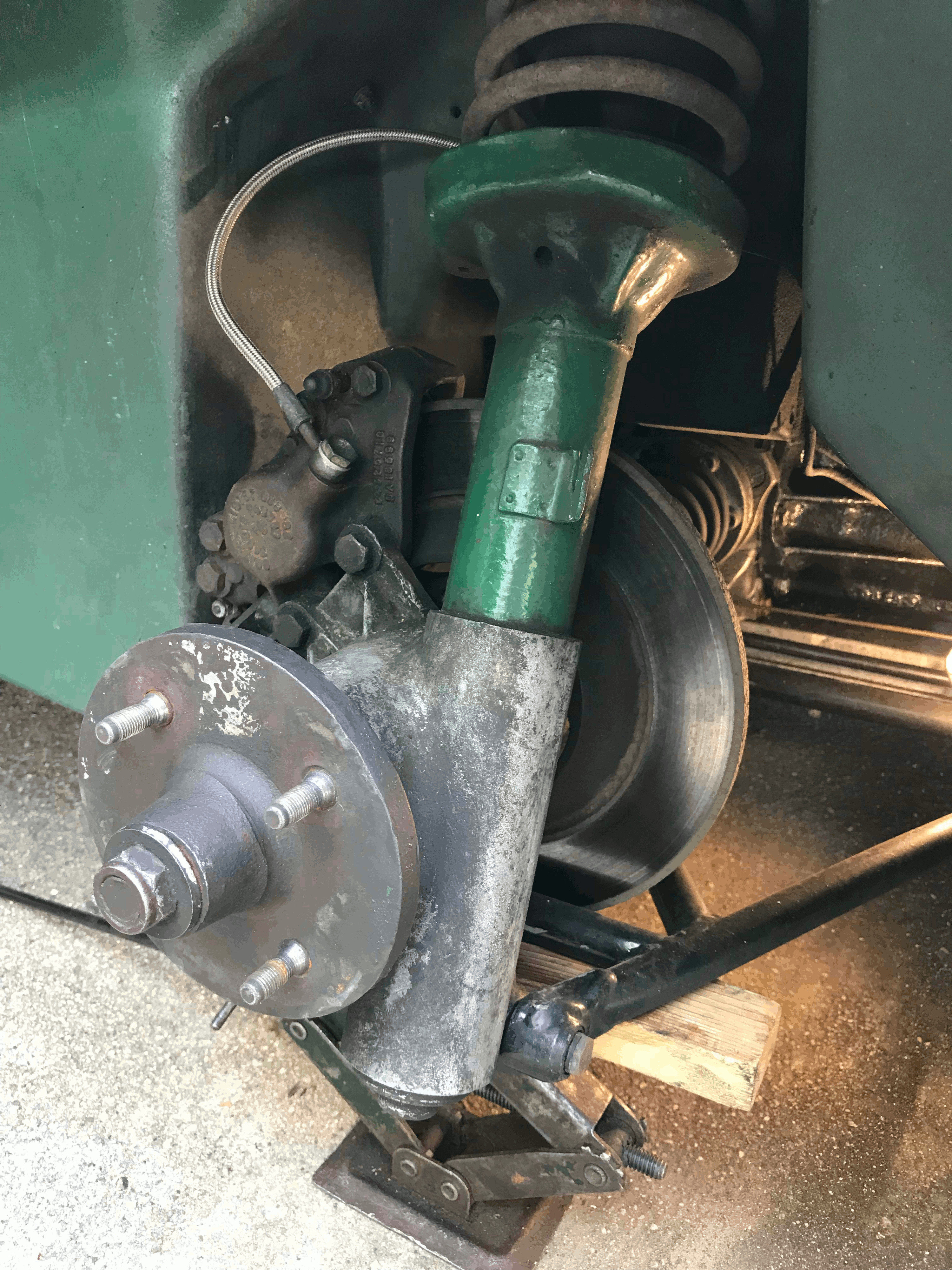
Hinterradnabe mit Chapman-Federbein
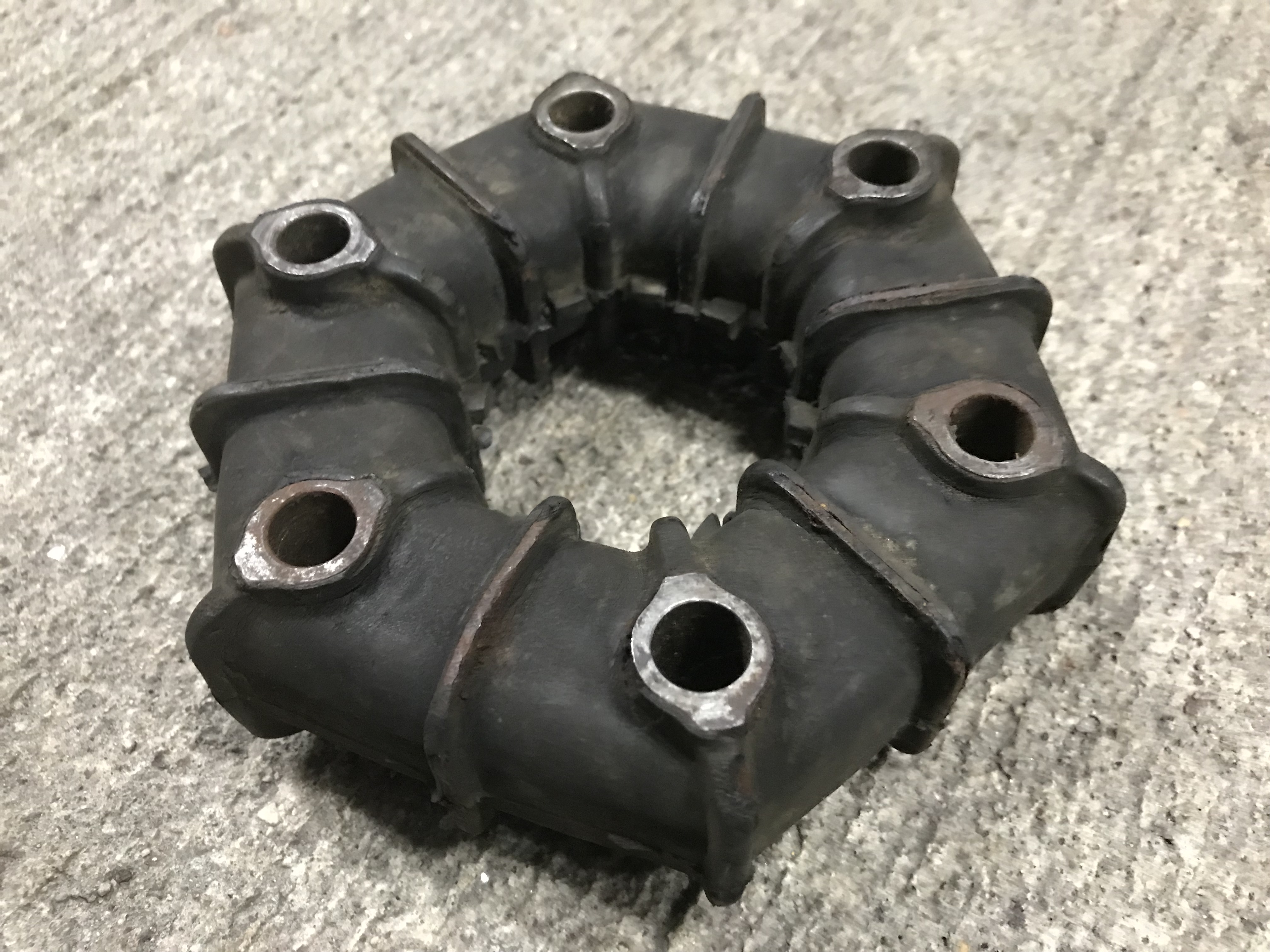
Gummigelenk der Antriebswelle

Der neue Lotus-Motor mit dem Motorblock des Ford-Kent-Motors aus dem Ford Cortina hatte 5 Kurbelwellenlager. Der Zylinderkopf aus Aluminium war aus einem Kopf mit zwei obenliegenden Nockenwellen, halbkugeligen Brennräumen und zwei Ventilen pro Zylinder aus den 1950er-Jahren weiter entwickelt worden. Der neue Motor wurde über zehn Jahre lang eine wichtige Stütze des Unternehmens, er arbeitete auch in drei Modellen von Ford: dem Lotus Cortina Mk 1, dem Lotus Cortina Mk 2 und dem Escort Twin-Cam.

### Markterfolg
Der neue Elan war wirtschaftlich ein Erfolg. Er war klein, leicht, schnell und ökonomisch, außerdem bot er agiles Handling, eine ausgezeichnete Straßenlage und hohen Fahrkomfort. Obwohl das Modell im Laufe der Zeit mehrfach überarbeitet und verbessert wurde, galt es lange als unzuverlässig, insbesondere aufgrund von Elektrikproblemen. Diese Mängel konnten jedoch im Laufe der Jahre behoben werden. Die besten Elan-Modelle waren die kräftigen Sprint Big-Valve von 1971 bis 1973, vor allem die sorgfältig verarbeiteten, geschlossenen Coupés. Rückblickend waren die Modelle mit Stromberg-Vergaser wohl die schlechteste Wahl, aber dennoch war der Elan seiner Konkurrenz in Fahrverhalten und Technik überlegen. In etwas mehr als zehn Jahren wurden 9659 Exemplare produziert.
Die Plus 2 hatte die gleichen Motoren, Getriebe und Radaufhängungssysteme wie der Elan, aber ein anderes Chassis und eine andere Karosserie. Das Chassis hatte zwar auch eine Zentralrohrstruktur, aber 31 cm mehr Radstand und eine breitere Spur. Jeder Elan Plus 2 hatte ein festes Coupé-Dach. Von privaten Herstellern wurden auch einige Faltdach-Coupés gebaut.
Genau wie der kleinere Elan war der Plus 2 sehr schnell und dabei dennoch wirtschaftlich, außerdem ließ seine Straßenlage nichts zu wünschen übrig. Zusätzlich bot er mehr Platz und war praktischer als der Zweisitzer. Da er schwerer war als der Zweisitzer, konnte der Plus 2 nicht genauso schnell beschleunigen, deshalb baute Lotus ab 1971 Big-Valve-Motoren und ab 1972 auch ein neues Fünfgang-Getriebe ein. 1974 wurde der Plus 2 vom Markt genommen und durch den größeren und teureren Elite der zweiten Generation ersetzt. Insgesamt waren immerhin 4798 Elan Plus 2 gebaut worden.

### Varianten
- Der Lotus Elan S2 glich technisch dem S1, hatte aber bessere Vorderradbremsen, ein Armaturenbrett aus Holz und auf Wunsch Räder mit Zentralverschluss.
- Der Lotus Elan S3 (1965–1968) kam wahlweise als geschlossenes Coupé und mit SE-Motor (85 kW) sowie mit Rahmen um die Seitenfenster bei der offenen Sportversion.
- Der Lotus Elan S4 (1968–1971) war überarbeitet worden und hatte breitere Kotflügel, eine gewölbte Motorhaube und ein verändertes Armaturenbrett. Höchstgeschwindigkeit 177 km/h[2].
- Der Lotus Elan Sprint (1971–1973) hatte den Big-Valve-Motor mit 93 kW und einen verbesserten Antriebsstrang. Trotzdem stieg die Höchstgeschwindigkeit nur auf 189 km/h.
- Der Lotus Elan Plus 2S (1969–1971) war besser ausgestattet als die Grundversion. Er war nicht als Bausatz lieferbar.
- Der Lotus Elan Plus 2S 130 (1971–1974) hatte einen Big-Valve-Motor mit 93 kW.
- Der Lotus Elan Plus 2S 130/5 (1972–1974) hatte den 93-kW-Motor und ein Fünf-Gang-Getriebe. Er war 193 km/h schnell.

### Ableitungen
Hexagon Motors, ein Lotus-Händler aus dem Londoner Stadtteil Highgate, entwickelte 1971 einen Shooting Brake auf der Basis des Elan. Der Wagen hatte große Glasflächen hinter der B-Säule und einen steil stehenden Heckabschluss. Das Heckfenster diente als Kofferraumklappe. Die Umbaukosten beliefen sich auf 595 £, was einem Drittel des Neuwagenpreises entsprach. Hexagon produzierte lediglich zwei Exemplare des Kombiwagens.

## Elan Typ M100 (1989–1992)

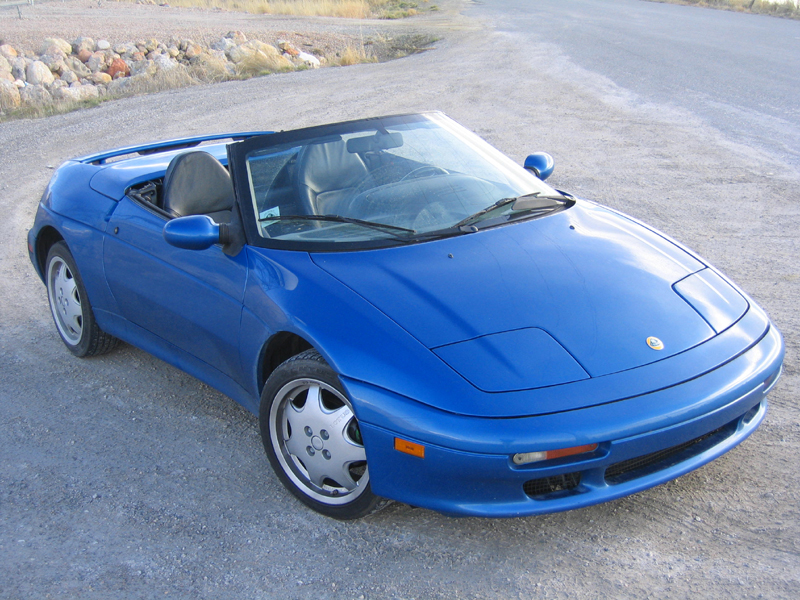
Lotus Elan M100 (US-Version)

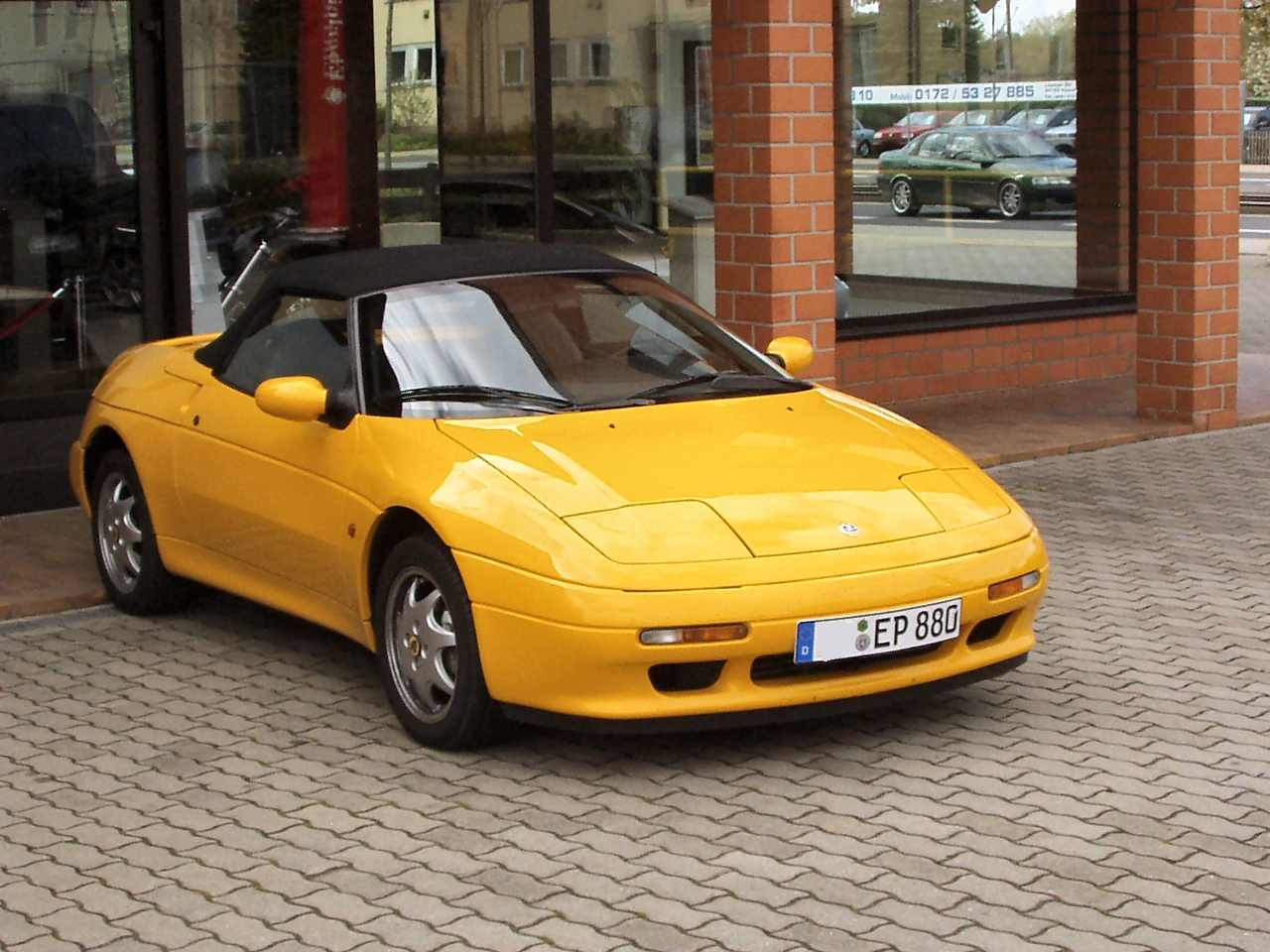
Lotus Elan M100 (Europa-Version), z. B. andere Blinker

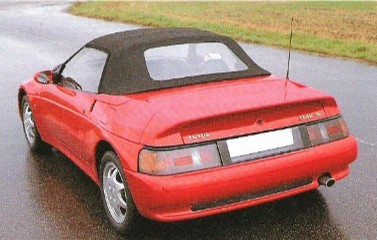
Lotus Elan Heckansicht

Der zweite Lotus Elan (M100) war ein  frontgetriebener Roadster und erschien 1989. Nach Colin Chapmans Tod war die Firma beinahe bankrottgegangen. Mitte der 1980er-Jahre war man bereits wieder in großen Schwierigkeiten, bis 1986 schließlich General Motors Lotus übernahm. Das erste Elan-Projekt war 1982 der M90 mit Hinterradantrieb und Toyota-Motor, der jedoch 1985 zugunsten des ebenfalls mit Hilfe von Toyota konstruierten X100 fallengelassen wurde. Nach der Übernahme durch GM wurde auch dieses Projekt beendet, stattdessen begann 1986 die Entwicklung des neuen M100.
Der tatsächlich „neue Elan“ war dann schließlich ein Auto mit Frontantrieb (erstmals bei Lotus) und quer eingebautem 1,6-Liter-Motor mit 16 Ventilen von Isuzu mit Fünfganggetriebe. Diese Antriebseinheit lieferte das japanische Unternehmen Isuzu, an dem GM beteiligt war. Das neue Auto hatte nicht nur Frontantrieb, sondern auch einen neuen Hilfsrahmen für die Vorderradaufhängung, die somit von der Basis, also dem Zentralrohrrahmen und der mit Stahl verstärkten Bodengruppe isoliert war. Die vordere Aufhängung war mit doppelten Dreieckslenkern ausgeführt, auch die Hinterräder wurden wie beim Excel an Doppelquerlenkern geführt, der untere Lenker war trapezförmig mit zwei Lagern am Rad und zwei am Rahmen, der obere war ein einfacher Stab. Die Ingenieure hatten Platz für einen möglichen Allradantrieb gelassen, der aber nie verwirklicht wurde.
Das Auto war kurz, breit, gedrungen und stämmig, mit einer riesigen Frontscheibe und einer engen zweisitzigen Karosserie. Das Verdeck verschwand bei der Öffnung in einer entsprechenden Aushöhlung hinter den Sitzen. Das Auto wurde mit Einspritzmotor (95 kW) oder Turbolader (119 kW) angeboten. Der Elan ließ sich gut beherrschen und bot viel Qualität fürs Geld, der SE kostete 1990 bei Verkaufsstart 20.325 Pfund – im Vergleich dazu zahlte man 26.400 Pfund für einen Excel. Die Fahrleistungen des Elan erhielten viel Lob, ein SE beschleunigte von 0 auf 100 km/h in 6,5 s und von 0 auf 160 km/h in nur 17,5 s. Lotus war voller Hoffnung, dass der Elan für eine erneute Expansion sorgen würde, obwohl sich der Start des Fronttrieblers schleppend gestaltete. Auch der Verkauf lief in den USA schlechter als erwartet, und die Muttergesellschaft GM beendete daraufhin 1992 die Produktion.
Mit dem neuen Eigner Romano Artioli wurde aus den Restbeständen der S2 aufgelegt. Die auf 800 Einheiten limitierte Serie mit einigen Detailverbesserungen lief 1995 aus. Der Wagen wurde ausschließlich mit dem Turbomotor angeboten und kam nun als einer der ersten Serienhersteller überhaupt mit 16-Zoll-Rädern mit 45er-Querschnittsreifen auf den Markt.

### Kia Elan 1996–1999
Nach dem Ende der Produktion wurden die Produktionsanlagen an den koreanischen Hersteller Kia Motors verkauft. Dieser baute das Modell zwischen 1996 und 1999 als Kia Elan. Die Form blieb nahezu gleich bis auf die Rückleuchten. Der 1,6-Liter-Isuzu-Motor wurde durch einen 1,8-Liter-Motor mit 113 kW (151 PS) von Kia ersetzt. Im Export für arabische Märkte wurde der Modellname Galloper Elan verwendet.

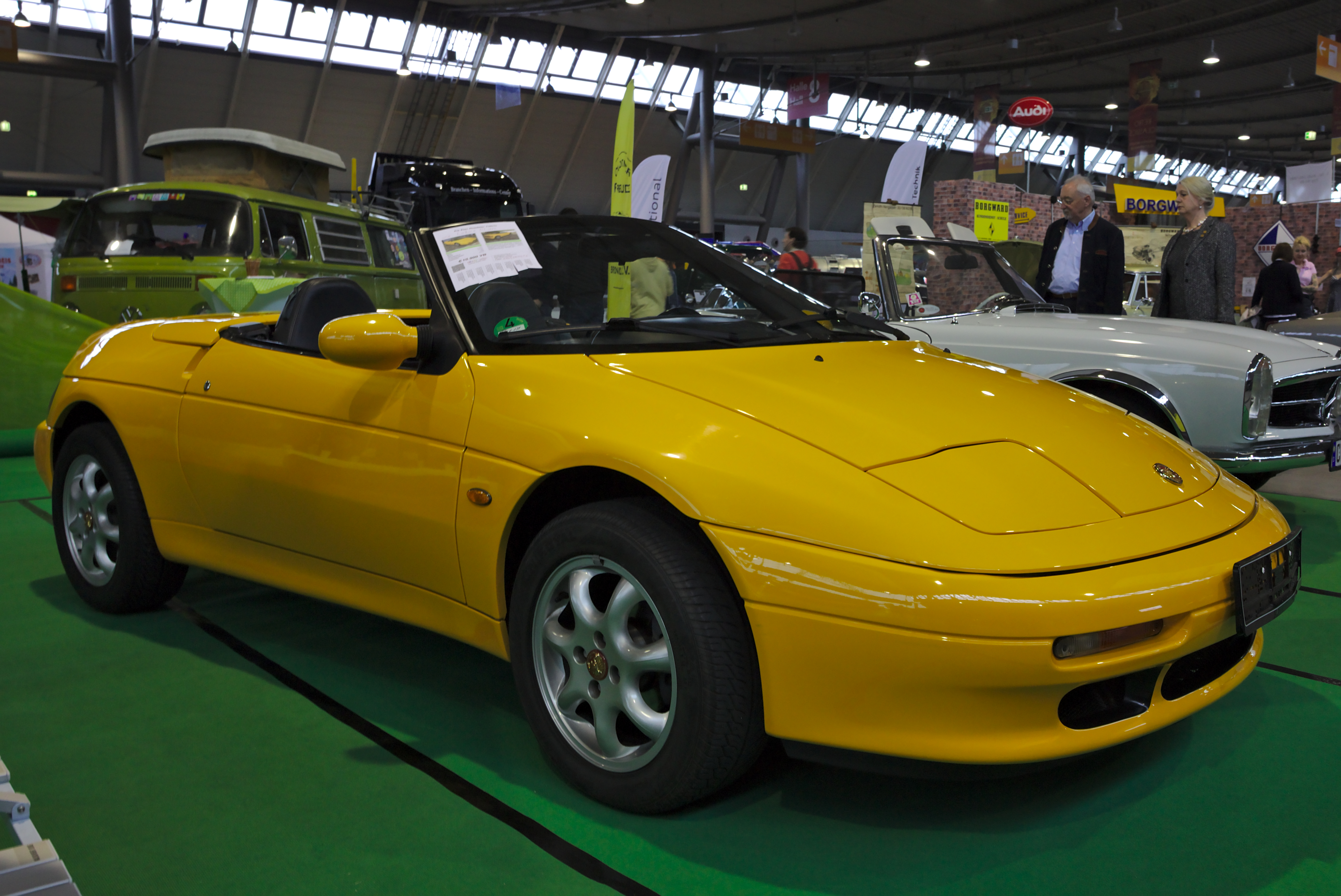
Kia Elan auf den Retro Classics 2018
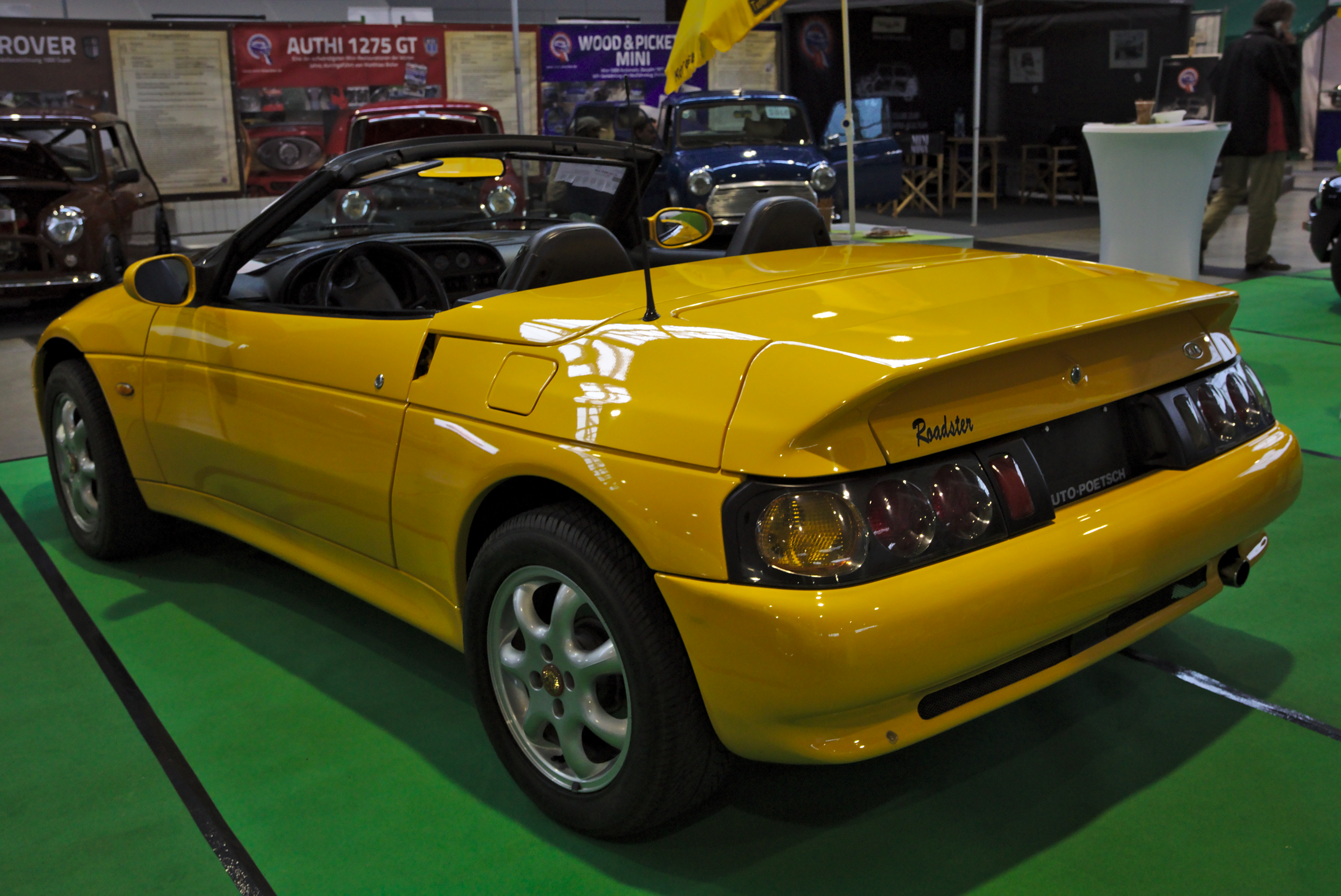
Heckansicht